# Campeonato Paulista 1947
In 1947 werd het 46ste Campeonato Paulista gespeeld voor clubs uit de Braziliaanse staat São Paulo. De competitie werd gespeeld van 17 mei 1947 tot 11 januari 1948. Palmeiras werd kampioen.
São Paulo Railway nam de naam Nacional aan. 

## Eindstand
| Plaats | Club                | Wed. | W  | G | V  | Saldo | Ptn. |
| ------ | ------------------- | ---- | -- | - | -- | ----- | ---- |
| 1.     | Palmeiras           | 20   | 17 | 2 | 1  | 51:16 | 36   |
| 2.     | Corinthians         | 20   | 14 | 4 | 2  | 54:19 | 32   |
| 3.     | Portuguesa          | 20   | 11 | 5 | 4  | 43:28 | 27   |
| 4.     | São Paulo           | 20   | 8  | 9 | 3  | 48:27 | 25   |
| 5.     | Ypiranga            | 20   | 9  | 3 | 8  | 36:26 | 21   |
| 6.     | Santos              | 20   | 6  | 7 | 7  | 33:27 | 19   |
| 7.     | Juventus            | 20   | 5  | 6 | 9  | 29:45 | 16   |
| 8.     | Portuguesa Santista | 20   | 6  | 3 | 11 | 27:42 | 15   |
| 9.     | Comercial           | 20   | 5  | 1 | 14 | 25:59 | 11   |
| 10.    | Nacional            | 20   | 3  | 4 | 13 | 25:47 | 10   |
| 11.    | Jabaquara           | 20   | 2  | 4 | 14 | 22:57 | 8    |

|  | Kampioen |

### Kampioen
| Campeonato Paulista de 1947    |
| São Paulo                      |
| ------------------------------ |
| PALMEIRAS Kampioen (11° titel) |

## Topschutter
| Speler            | Speler   | Goals | Club        |
| ----------------- | -------- | ----- | ----------- |
| Vlag van Brazilië | Servilio | 19    | Corinthians |